# پاک سرزمین شاد باد
پاک سرزمین شاد باد (در بنگالی: পাক সার জমিন সাদ বাদ pāk šar jomin šād bād؛ در اردو: پاک سرزمین شاد باد) یک رمان بنگلادشی است که در سال ۲۰۰۴ منتشر شد. این کتاب توسط همایون آزاد نوشته شده و یک حزب سیاسی بنیادگرا اسلامی را متصور است که می‌خواهد بنگلادش را تبدیل به یک حکومت اسلامی مبتنی بر شریعت تبدیل کند.

## عنوان و خلاصه داستان
عنوان این کتاب اشاره‌ای به سرود ملی پاکستان دارد که توسط شاعر پاکستانی حافظ جالندهری در سال ۱۹۵۲ نوشته شده و به زبان اردوی به شدت فارسی‌شده است. مصراع اول ترانه به شرح زیر است:
پاک سَرزَمِین شاد باد
کِشوَرِ حَسِین شاد باد
تُو نِشانِ عَزمِ عالی شان
!اَرضِ پاکِستان
مَرکَزِ یَقِین شاد باد
شخصیت اصلی داستان این رمان عضو یک حزب سیاسی اسلامی ساختگی است. عقاید قهرمان داستان در مونولوگ وی بیان شده‌است: «ما تنها نیستیم. برادران ما در سراسر جهان کار خود را انجام می‌دهند. اگر آن‌ها هواپیما را به ساختمانی در جایی بکوبند، اگر اتومبیلی به بیمارستان یا هتلی بزنند، یا اگر انفجار بمبی باعث کشته شدن ۳۰۰ نفر در برخی از مراکز تفریحی شود، ما می‌دانیم که این کار برادران ما است. به عبارت دیگر، این کار ماست. این جهاد است.»
قهرمان اصلی مرد، عاشق یک دختر هندو می‌شود و بعداً حزب سیاسی بنیادگرا را ترک می‌کند، او نهایتاً افکار افراطی را از ذهن خود پاک می‌کند.

## نقدها
همایون احمد، داستان‌نویس، فیلمساز و دراماتورژی بنگلادشی، این کتاب را «چنان مبتذل خواند که پس از خواندن آن، فرد آسیب خواهد دید و لازم نیست که حتماً بنیادگرا باشد.»